# Miki Imai
Miki Imai (今井 美樹; Takanabe, 14 aprile 1963) è una cantante e attrice giapponese.
Ha vinto il premio come miglior esordiente all'8º Yokohama Film Festival con Inuji ni Seshi Mono. È sposata con il cantante rock Tomoyasu Hotei.

## Discografia

### Albums
- Femme (5 dicembre 1986)
- Elfin (21 settembre 1987)
- Bewith (21 giugno 1988)
- Fiesta (7 dicembre 1988)
- Mocha (21 giugno 1989)
- Ivory (6 dicembre 1989)
- Retour (29 agosto 1990)
- Lluvia (7 settembre 1991)
- Flow into Space (23 dicembre 1992)
- Ivory II (10 novembre 1993)
- Flow into Space Live '93 (17 dicembre 1993)
- A Place in the Sun (2 settembre 1994)
- A Place in the Sun Live (5 aprile 1995)
- Love Of My Life (28 luglio 1995)
- Thank You (21 giugno 1996)
- Pride (16 luglio 1997)
- "Moment" PRIDE-LIVE (25 marzo 1998)
- Imai Miki from 1986 (1º luglio 1998)
- Mirai (26 novembre 1998)
- Blooming Ivory (14 aprile 2000)
- Taiyō to Heminguuei (23 agosto 2000)
- Imai Miki Tour 2000 In Club hemingway (21 febbraio 2001)
- Aqua (22 agosto 2001)
- Goodbye Yesterday - The Best of Miki Imai - (24 aprile 2002)
- Pearl (17 luglio 2002)
- One Night at the Chapel (7 novembre 2002)
- Escape (27 agosto 2003)
- Ivory III (16 giugno 2004)
- She is (3 novembre 2004)
- Dream Tour Final at Budokan 2004 (16 marzo 2005)
- 20051211IVory (22 febbraio 2006)
- Milestone (22 novembre 2006)
- I Love a Piano (14 febbraio 2008)
- Corridor (25 novembre 2009)